# Бутенко, Андрей Павлович
Андрей Павлович Бутенко (род. 2 марта 1954, Москва) — советский и российский футбольный судья. Член Судейско-инспекторского комитета РФС, инспектор Российского футбольного союза. Младший брат Валерия Бутенко.
Судья республиканской (1981), всесоюзной (30.01.1991) и международной (1993) категорий.

## Биография
Играл в футбол за ФШМ (1966—1967), ЗКП (1968—1971), СК «Метрострой» (1972—1978).
Судейством занимался с 1976 года. Был судьёй финала юношеского чемпионата Европы 1993 года, работал на матчах XXVI Олимпиады и др.
В 1998 году признан лучшим судьей России. Награждён призом «Стрелец».
Судейскую карьеру завершил в 2001 году после матча «Спартак» — ЦСКА (1:0), по итогам которого представители всех клубов РФПЛ, а также советы ПФЛ и РФС проголосовали за отстранение Бутенко, обвинив его в неквалифицированном судействе. В частности, в той игре главный тренер ЦСКА Павел Садырин обвинял его в предвзятой работе.
Ведущий преподаватель Центра «Футбольный арбитр».
Почётный спортивный судья России. Почётный работник физкультуры, спорта и туризма города Москвы (2011).